# Spanske Jomfruøer
De Spanske Jomfruøer, også kaldet de Puertoricanske Jomfruøer, er en øgruppe bestående af de to øer Vieques og Culebra, samt nogle småøer. Øerne er en del af det amerikanske territorium Puerto Rico. I modsætning til resten af Puerto Rico, der er en del af de Store Antiller, er De Spanske Jomfruøer en del af øgruppen Jomfruøerne, der er en del af Leeward-øerne, der igen er en del af de Små Antiller.

## Historie
Før den spansk-amerikanske krig i 1898 var øerne spanske, deraf første halvdel af navnet.

## Geografi
Øgruppen ligger øst for Puerto Rico. Den største ø er Vieques, hvor hovedbyen Isabel Segunda ligger. Nordøst for denne ligger Culebra. Vieques ligger tættest på resten af Puerto Rico med en korteste afstand på ca. 13 km.
På mange kort over Jomfruøerne er De Spanske Jomfruøer ikke tegnet ind, fordi de politisk er en del af Puerto Rico, og ikke De Amerikanske Jomfruøer. Geografisk hører de dog med til øgruppen, deraf anden halvdel af navnet.